# Домбе (концентрационный лагерь)
Лагерь интернированных №I в До́мбе (пол. Dąbie) — концентрационный лагерь, существовавший с 1914 по 1923 годы в одноимённом районе Кракова. С 1918 года, после прихода польских властей, до закрытия лагеря в 1923 году, здесь находились военнопленные различных войн того периода.

## Общие сведения
Лагерь Домбе был создан австрийскими властями в начале Первой мировой войны для пленных российской и итальянской армий.  Он был рассчитан на 12 тысяч человек.
С 1918 года стал использоваться в том же качестве и молодой Польской республикой, которая с момента возникновения включилась сразу в несколько конфликтов по периметру своих ещё не устоявшихся границ (прежде всего с Советской Россией и Украиной).
Среди контингента в качестве пленных здесь были красноармейцы, в качестве интернированных — их антагонисты по Гражданской войне в России, белогвардейцы, наконец, в обоих качествах — представители различных украинских национальных формирований — «петлюровцы» (армия УНР), Галицкая армия и деятели Западно-Украинской Народной Республики. Условия пребывания пленных были крайне тяжелыми и вследствие истощения, голода и болезней умерло около 2,5 тысяч человек.
19 августа 1919 года, распоряжением Верховного командования Войска Польского, уже существовавший до этого лагерь пленных и интернированных в Домбе  получил официальное название Лагеря интернированных № I в Домбе.
7 ноября 1919 года представитель министерства военных дел сообщил на заседании комиссии польского Сейма, что в лагере (причём он охарактеризован как центральный лагерь своего рода — «для интернированных») содержится 1274 «большевицких пленных», 239 украинских пленных, 2288 интернированных.

В отчёте санитарного департамента Министерства военных дел Польши, датированным не позднее 3 марта 1920 года, содержится следующее описание лагеря Домбе:
Лагерь пленных размещён в казармах Болеслава Храброго, состоящих из значительного числа (около 35) бараков, частично кирпичных, частично деревянных, позволяющих разместить 6000-7000 пленных.
В марте 1920 года Министерство военных дел Польши отдаёт распоряжение перевести в соседний лагерь Вадовице всех «большевицких пленных» (в переписке упоминается партия в 800 человек) в связи с ожидаемым прибытием в лагерь транспортов «интернированной армии генерала Бредова» (7000 человек, которые эвакуируются в Крым к середине августа 1920 года).
По состоянию на 10 ноября 1920 года Министерство военных дел Польши указывает в справке для Верховного командования Войска Польского, что общая численность пленных в лагере Домбе составляет 2905 человек (при наличии 3000 «свободных мест»).
25 ноября 1920 года датируется документ Военного министерства Франции «о лагерях военнопленных большевиков, украинцев и русских в Польше», согласно которому в лагере Домбе под Краковом содержится 2800 человек (с указанием общей вместимости в 6000). Контингент охарактеризован как «шпионы, подозрительные лица, комиссары, интернированные лица».
В декабре 1920 года сотрудник французской военной миссии в Польше Муррюо сообщил, что в лагере для интернированных Домбе (недалеко от Кракова) насчитывается примерно 3600 «пленных большевиков».
Согласно сводке Министерства военных дел Польши по состоянию на 23 февраля 1921 в лагере интернированных №1 в Домбе насчитывается 4058 «большевицких пленных», а согласно его же сводке №40 от 6 марта 1921 года перед самым концом войны — 3391 «большевицкий пленный» (и 1668 интернированных, т.е. всего — 4987 человек).

## Воинские захоронения красноармейцев
Согласно донесению помощника советского военного атташе по состоянию на конец 1930-х в Кракове захоронения умерших (как минимум, 185) пленных советско-польской войны ещё поддерживались в порядке:
Кладбище находится в самом городе. Имеются две братские и несколько одиночных красноармейских могил. Все могилы приведены в порядок, обложены дерном, посажены цветы и поставлены цементные столбики с надписью: «Павшим солдатам армии СССР 1919-20 год».
В 2014 году польские власти не разрешили установить на кладбище с захоронениями красноармейцев памятный знак.

## Некоторые узники лагеря
Среди прочих, в Домбе содержались такие деятели ЗУНР, как Владимир Старосольский, Кирилл Студинский и галицкие военные Мирон Тарнавский, Пётр Франко (сын украинского классика Ивана Франко).
Весной 1920 года в лагере оказались интернированные части Добровольческой армии, которые отступили в Польшу под натиском Красной армии. В частности, группировка генерала Николая Бредова. В апреле 1921 года в лагерь прибыли военнослужащие УНР, среди которых находился генерал армии Всеволод Агапеев.